# مجلة علم الجريمة الكمي
مجلة علم الجريمة الكمي، هي مجلة أكاديمية فصلية تخضع لمراجعة الأقران في مجال علم الجريمة . تأسست عام 1985 وتم نشرها بواسطة Springer Science + Business Media . رئيس التحرير ديفيد وايسبورد ( جامعة جورج ميسون والجامعة العبرية ).

## الاستخلاص والفهرسة
المجلة مجردة ومفهرسة في:

- فهرس الاقتباس في العلوم الاجتماعية
- سكوبس
- سايسينفو
- نت لايبراري
- CSA (شركة قاعدة بيانات) | قواعد بيانات CSA
- بروكويست
- إنفوتراك
- محرك البحث الأكاديمي
- المحتويات الحالية / العلوم الاجتماعية والسلوكية
- الفهرس الحالي للإحصاءات

وفقًا لتقارير Journal Citation Reports ، فإن عامل التأثير للمجلة لعام 2017 يبلغ 4.316.

## روابط خارجية
- الموقع الرسمي